# Antimilitarismo

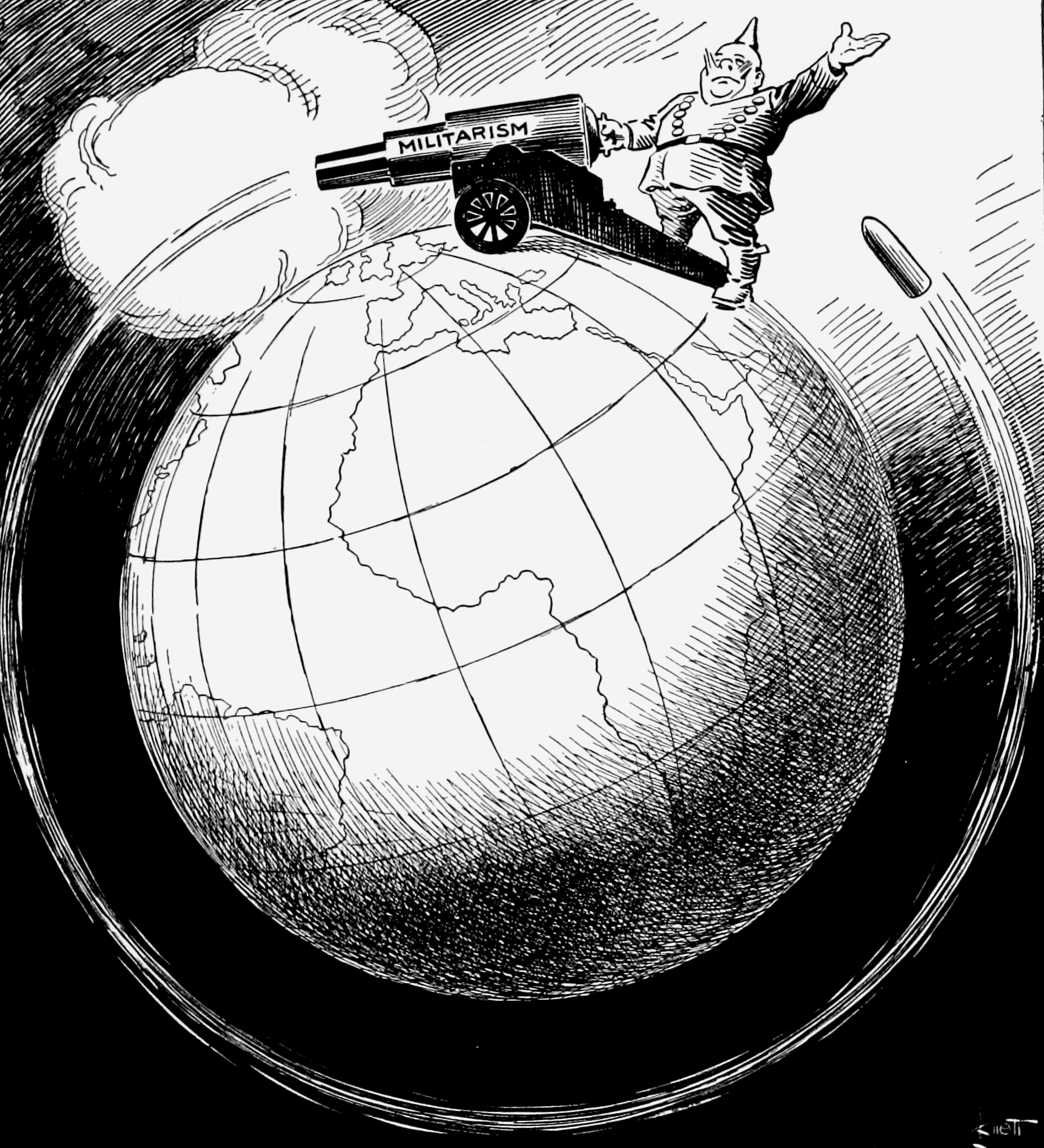
It Shoots Further Than He Dreams, vignetta satirica antimilitarista di John F. Knott del marzo 1918, in cui il Kaiser Guglielmo II di Germania, finisce per ritorcere su di sé le sue armi di distruzione.

L'antimilitarismo è l'ideologia che sostiene l'opposizione al militarismo, alle istituzioni militari (specialmente alle forze armate come l'esercito) e alla guerra tra gli stati. Rappresenta l'opposto del militarismo, ma, in parte, è diverso dal pacifismo, che, come la nonviolenza, è un'opposizione generale a tutte le forme di violenza. È legato, a vario titolo, con ideologie quali l'anarchismo (di varia matrice, ma raccolti intorno ad una precisa idea di anarchia come assenza di coercizione), il liberalismo sociale (area radicale), il libertarianismo, l'individualismo, il socialismo e il comunismo.
Per l'ideologia antimilitarista l'esercito e le strutture militarizzate sono apportatori di guerra e di violenza, oltre che oppressori della libertà personale degli individui, specialmente dove è in vigore la leva obbligatoria (ma non solo), oltre a essere una lobby potente che ostacolerebbe comunque la pace al fine, particolarmente secondo i socialisti, di spezzare la solidarietà internazionale dei lavoratori. L'antimilitarismo ricorda spesso il ruolo avuto dall'esercito nei colpi di stato e nell'instaurazione di violente dittature militari.
L'antimilitarismo tradizionale ha spesso anche caratteri di internazionalismo, cosmopolitismo e anti-nazionalismo, ma anche di anti-imperialismo.

## Gruppi antimilitaristi
Tra i numerosi gruppi pacifisti e per il disarmo si annovera il Nonviolent Peaceforce, o il più recente sono gruppo statunitense A.N.S.W.E.R., tra i cui membri di spicco figura Michael Prysner, ex soldato in Iraq e in Afghanistan, e divenuto leader del movimento politico March Forward!

## Cinema
Un classico dei film a contenuto antimilitarista è da considerare All'ovest niente di nuovo (All Quiet on the Western Front) è un film del 1930 diretto da Lewis Milestone, vincitore del Premio Oscar come miglior film e miglior regista. Un film che fu proiettato in un ambiente culturale del tutto ostile al messaggio pacifista dell'opera che veniva proclamato in un'Europa dove già si diffondevano le ideologie fasciste.  La sua uscita nelle sale cinematografiche tedesche suscitò infatti la sdegnosa reazione dei nazisti, che cercarono di bloccarne la visione, arrivando a lanciare topi in platea durante la "prima" a Berlino. Sullo stesso tema il contemporaneo film, proibito il 27 aprile 1933 dalla censura nazista, Westfront 1918 di Georg Wilhelm Pabst che narrava gli ultimi mesi di vita e di morte precedenti la fine della prima guerra mondiale di quattro fanti tedeschi sul fronte francese.
Un tema analogo, riferito alla guerra civile americana, edulcorato e con ben altri esiti artistici, più aderenti alla cultura e alla mentalità filmica hollywoodiana era quello trattato dal film, che non suscitò  polemiche, La legge del Signore con ambientazione western del 1956 diretto da William Wyler, vincitore della Palma d'oro come miglior film al 10º Festival di Cannes. Nel film si racconta dello scontro in una famiglia di pionieri quaccheri tra l'intransigenza nonviolenta della madre, il buon senso del padre fedele alla morale pacifista della Legge del Signore e il giovane figlio che nonostante le sue convinzioni religiose ritiene giusto combattere per la difesa della patria nordista e della sua stessa famiglia dai razziatori sudisti.
Di ben altro valore artistico e culturale la produzione nello stesso anno 1956 del film L'arpa birmana (Biruma no tategoto) diretto da Kon Ichikawa, dove si racconta di Mizushima, un soldato giapponese che accetta la missione di far arrendere nel luglio 1945, a guerra ormai terminata, un gruppo di fanatici suoi compatrioti che, rifugiatisi in una caverna, hanno deciso di continuare a combattere. Il soldato viene trattato da vigliacco e da traditore quando tenta di spiegare al comandante che, scaduto il termine imposto dagli Alleati, la caverna verrà bombardata. Allo scadere dell'ultimatum, molti muoiono sotto il fuoco dell'artiglieria. Mizushima rimane ferito, un prete buddista lo raccoglie e cura le sue ferite dandogli una lezione di umanità. Mizushima decide allora di non ricongiungersi con i commilitoni e di diventare bonzo, per dare onorevole sepoltura ai corpi dei compatrioti morti.
Una sorte simile all'opera di Autant Lara ebbe invece Orizzonti di gloria (Paths of Glory) film antimilitarista americano del 1957 diretto da Stanley Kubrick  premiato con il Nastro d'argento 1959 come miglior regista straniero che soltanto nel 1975 fu proiettato in Francia.
A polemiche ancora in corso fu l'uscita del film Per il re e per la patria (King and Country) del 1964 diretto da Joseph Losey, tratto dalla pièce teatrale Hamp di John Wilson, presentato in concorso alla 29ª Mostra del cinema di Venezia, dove Tom Courtenay vinse la Coppa Volpi per la migliore interpretazione maschile. Il film è un atto d'accusa contro il militarismo rappresentato dagli alti gradi militari che sacrificano la vita di un uomo per dare un esempio alla truppa prima di un attacco.
La polemica cinematografica antimilitarista è proseguita nei seguenti anni Settanta con il film diretto da Francesco Rosi Uomini contro e, in tempi più recenti, con Full Metal Jacket (1987) di Kubrick e La sottile linea rossa (1998), di Terrence Malick.
- All'ovest niente di nuovo (1930) di Lewis Milestone
- Il grande dittatore (1940) di Charlie Chaplin
- Orizzonti di gloria (1957) di Stanley Kubrick
- La grande guerra (1959) di Mario Monicelli
- Non uccidere (1961) di Claude Autant-Lara
- Il dottor Stranamore (1963) di Stanley Kubrick
- Per il re e per la patria (1964) di Joseph Losey
- Uomini contro (1970) di Francesco Rosi
- E Johnny prese il fucile (1971) di Dalton Trumbo
- Apocalypse Now (1979) di Francis Ford Coppola
- Full metal jacket (1987) di Stanley Kubrick
- Nato il quattro luglio (1989) di Oliver Stone
- Vittime di guerra (1989) di Brian De Palma
- La sottile linea rossa (1998) di Terrence Malick
- V per Vendetta (2005) di James McTeigue
- Leoni per agnelli (2007) di Robert Redford

Nel campo del cinema d'animazione, rivestono un ruolo di fondamentale importanza le opere del regista giapponese Hayao Miyazaki. I film in cui è possibile riscontrare forti critiche ad atteggiamenti militaristi, così come l'esaltazione della pace e la condanna della violenza sono, ad esempio, Laputa - Castello nel cielo (1986), Porco Rosso (1992), ove è riscontrabile anche una forte critica al ruolo delle forze armate nei regimi totalitari (con particolare riferimento al fascismo), Il castello errante di Howl (2004) e, specialmente, Si alza il vento (2013).

## Musica
- Eugène Pottier, Pierre Degeyter - L'Internazionale (1888)
- Anonimo, Il feroce monarchico Bava (1898)
- Anonimo, O Gorizia tu sei maledetta (1918)
- Boris Vian - Le déserteur (1954)
- Luigi Tenco - Io vorrei essere là (1963)
- Georges Brassens - Les deux oncles (1964)
- Bob Dylan - Masters of War (1963)
- Fabrizio De André - La guerra di Piero (1964)
- Fabrizio De André - La ballata dell'eroe (1964)
- Gianni Morandi e altri - C'era un ragazzo che come me amava i Beatles e i Rolling Stones (1966)
- I Giganti  - Proposta (Mettete dei fiori nei vostri cannoni) (1967)
- The Doors - The unknown soldier (1968)
- Francesco Guccini - Primavera di Praga (1969)
- Plastic Ono Band - Give Peace a Chance (1969)
- Jimi Hendrix - Machine Gun (1970)
- Claudio Lolli - Al milite ignoto (1975)
- Francesco De Gregori - Generale (1978)
- Fabrizio De André, Massimo Bubola - Andrea (1978)
- Fabrizio De André - Sidún (1984)
- Litfiba - Ferito (1986)
- Vasco Rossi - Gli spari sopra (1992)
- Litfiba - Prima guardia (1993)
- Nomadi - Contro (1993)
- The Cranberries - Zombie (1994)
- LigaJovaPelù - Il mio nome è mai più (1999)
- Piero Pelù, Bomba boomerang (2000)
- Caparezza - Il conflitto (2000)
- System of a Down - Boom! (2002)
- Caparezza - Follie preferenziali (2003)
- Negrita - Il libro in una mano, la bomba nell'altra (2008)
- Caparezza - Comunque dada (2014)
- L'Aura - Basta! (2008)
- MF DOOM - Strange ways (2004)